# Adolf van Thijn
Adolf van Thijn (Zaandam, 24 december 1867– Bussum, 15 oktober 1952), was een Nederlandse wiskundige, hebraïcus en zionist.

## Leven en werk
Van Thijn promoveerde in 1893 summa cum laude op het proefschrift Stationaire electrische stroomen in vlakke en gebogen platen aan de Universiteit van Amsterdam. Zijn promotor was J.D. van der Waals.
Hij werkte daarna als leraar in het middelbaar onderwijs in Winschoten en Assen; in die laatste plaats was hij ook waarnemend directeur van de RHBS. Hij kreeg vooral landelijke bekendheid door het schrijven van veel wiskundeboeken voor het middelbaar- en universitair onderwijs. Een aantal van deze boeken zijn ook in het Indonesisch vertaald. Hij ging hier tot op hoge leeftijd mee door.
Van Thijn was ook een bekend hebraïcus en een van de eerste Nederlandse zionisten. Hij vervulde hoge functies in de Nederlandse Zionistenbond.
In de Tweede Wereldoorlog ontkwam hij aanvankelijk aan deportatie omdat hij op de Barneveld-lijst stond. Uiteindelijk werden hij en anderen toch gedeporteerd naar het concentratiekamp Theresienstadt. Hij overleefde de Holocaust.

## Privé
Van Thijn was gehuwd met Fanny Henriette Michels en zij hadden twee dochters.
- International Standard Name Identifier: 0000 0003 9641 8980
- Library of Congress Control Number: no2023092320
- Nederlandse Thesaurus van Auteursnamen: 071596836
- Virtual International Authority File: 291323488